# Alexis Jordan
Alexis Jordan er en pop/R&B-sangerinde fra USA. Alexis Jordan er blandt andet kendt for sin deltagelse i America's Got Talent i 2006.